# Брајан Рашић
Брајан Рашић, рођен као Бранислав Рашић, (Београд, 1954) британско-српски је фотограф.

## Биографија
Одрастао је на Дорћолу. Отац му је радио у Војном музеју. Ишао је у Основну школу „Јанко Веселиновић”, а осми разред је завршио у „Перо Поповић Ага” (данас ОШ „Михаило Петровић Алас“).
Почео је да се бави фотографијом у младости, радећи из хобија фотографије у комшилуку преко аналогног апарата Кијев.
Од 1973. живео је у Цириху а потом се 1979. преселио у Лондон у којем је изградио каријеру.
Фотографисао је на преко 8000 концерата.
Радио је са већином светски планетарних музичких звезда и готово да нема новина које нису објавиле неку његову фотографију.
Био је званични фотограф Ролинг Стоунса, Дејвида Боувија, Дејвида Гилмора, Ејми Вајнхаус и других музичара.
Додељена му је Награда „Микица Здравковић” крагујевачког Арсенал феста.
Ожењен је и има две ћерке које живе у Лондону.